# Villa Santos-Dumont
La villa Santos-Dumont est une voie du 15e arrondissement de Paris, en France.

## Situation et accès
La villa Santos-Dumont est une voie privée située dans le 15e arrondissement de Paris. Elle débute au 32, rue Santos-Dumont et se termine en impasse. Elle compte des maisons indépendantes avec jardins ainsi que des lofts d’artistes avec verrière.
Le quartier est desservi par la ligne 12 à la station Convention et par la ligne 13 à la station Plaisance.
En 2023, les biens s'y vendent à plus de 11 000 euros le mètre carré.

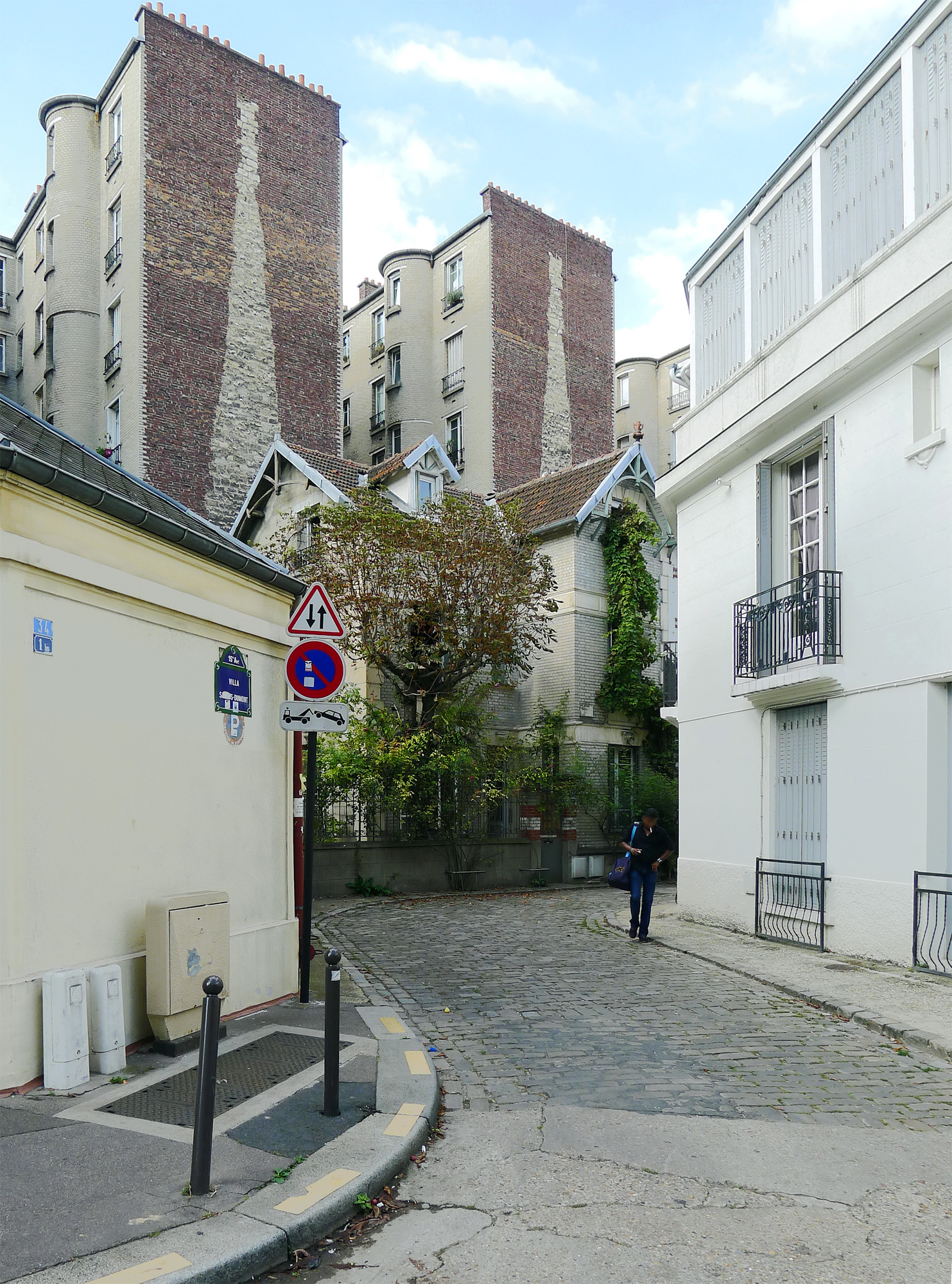
L'entrée de la villa.
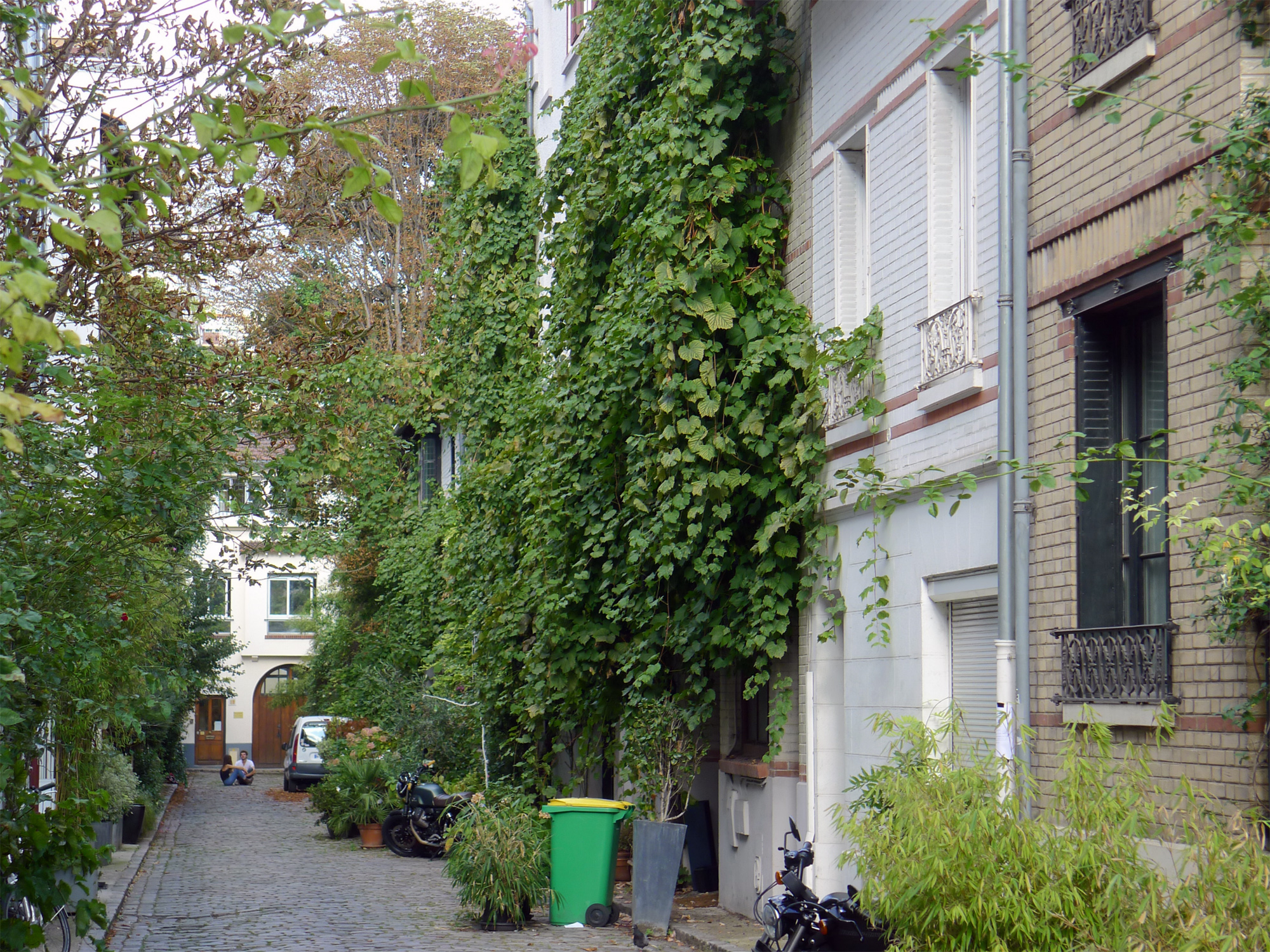
Le fond de l'impasse.

## Origine du nom

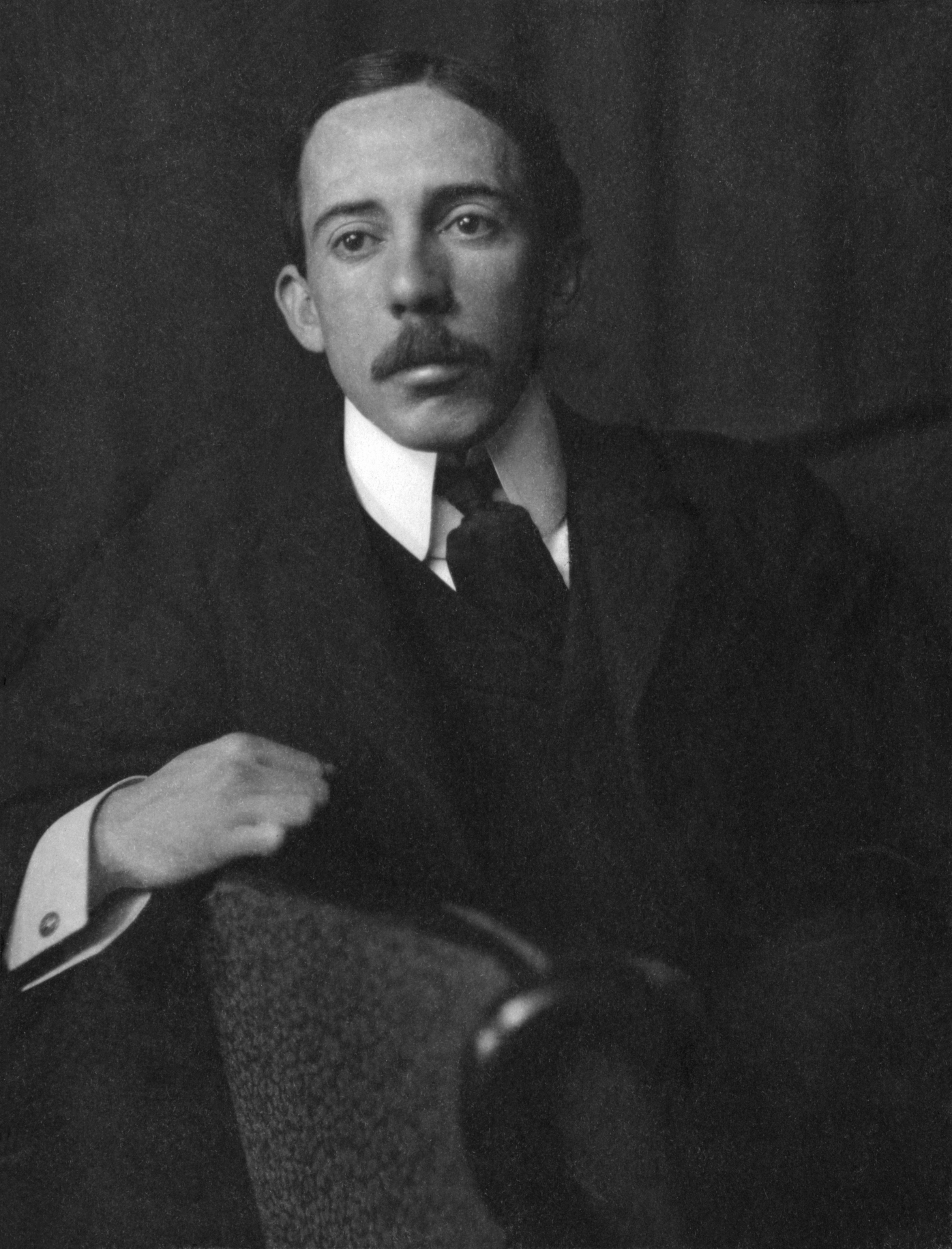
Alberto Santos-Dumont.

Elle porte le nom de l’aviateur Alberto Santos-Dumont (1873-1932), en raison de sa proximité avec la rue éponyme qui venait d’être renommée. La villa prend son nom actuel en 1943.

## Historique
La villa Santos Dumont est réalisée sur un terrain acquis en 1889 par le sculpteur Louis-Raphaël Paynot au lieu-dit les hautes-Mays, dont l'entrée était située boulevard Chauvelot, actuellement rue Santos-Dumont, dans un espace encore rural, les vignes du Clos des Morillons, par son fils, Raphaël Paynot, qui y fait construire un lotissement en 1919-1920.
Les 25 maisons de cette voie entrée dans la voirie parisienne en 1926 sous le nom de « villa Chauvelot » datent du début des années 1920.
La villa Chauvelot et le boulevard Chauvelot prennent leurs dénominations actuelles de Villa Santos Dumont et de rue Santos-Dumont à la demande de Raphaël Paynot auprès de son ami Adolphe Chérioux, président du conseil municipal de Paris.

## Bâtiments remarquables et lieux de mémoire
Certaines personnalités liées aux arts ont habité des maisons de la villa :
- no 3 : le sculpteur Ossip Zadkine, de 1925 à 1960 ;
- no 4 : le sculpteur Fernand Léger, de 1928 à 1930 ;
- no 4 bis : le sculpteur belge Bertrand Stock, en 1931[3]
- no 6 : le sculpteur Maurice Joseph Grandet ;
- no 6 bis : le  peintre Luigi Corbellini, de 1926 à 1968[6] et Leonardo Cremonini en 1951-1952 ;
- no 10 bis : le peintre Victor Brauner, de 1938 à 1945 ;
- no 13 : le sculpteur Emmanuel Guérin[7] ;
- no 15 : le mosaïste Gatti ;
- no 25 : la sculptrice Malvina Hoffman.

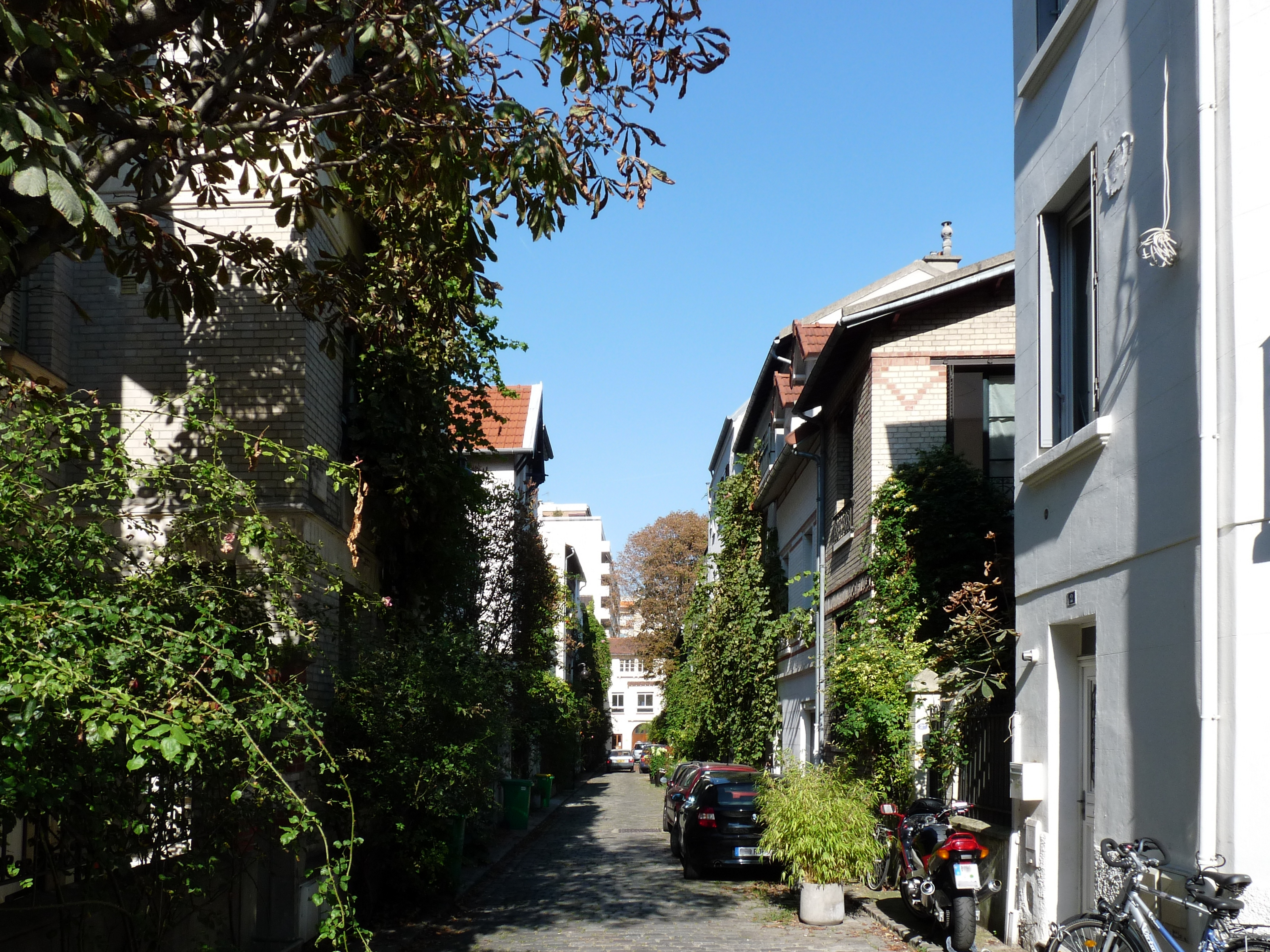
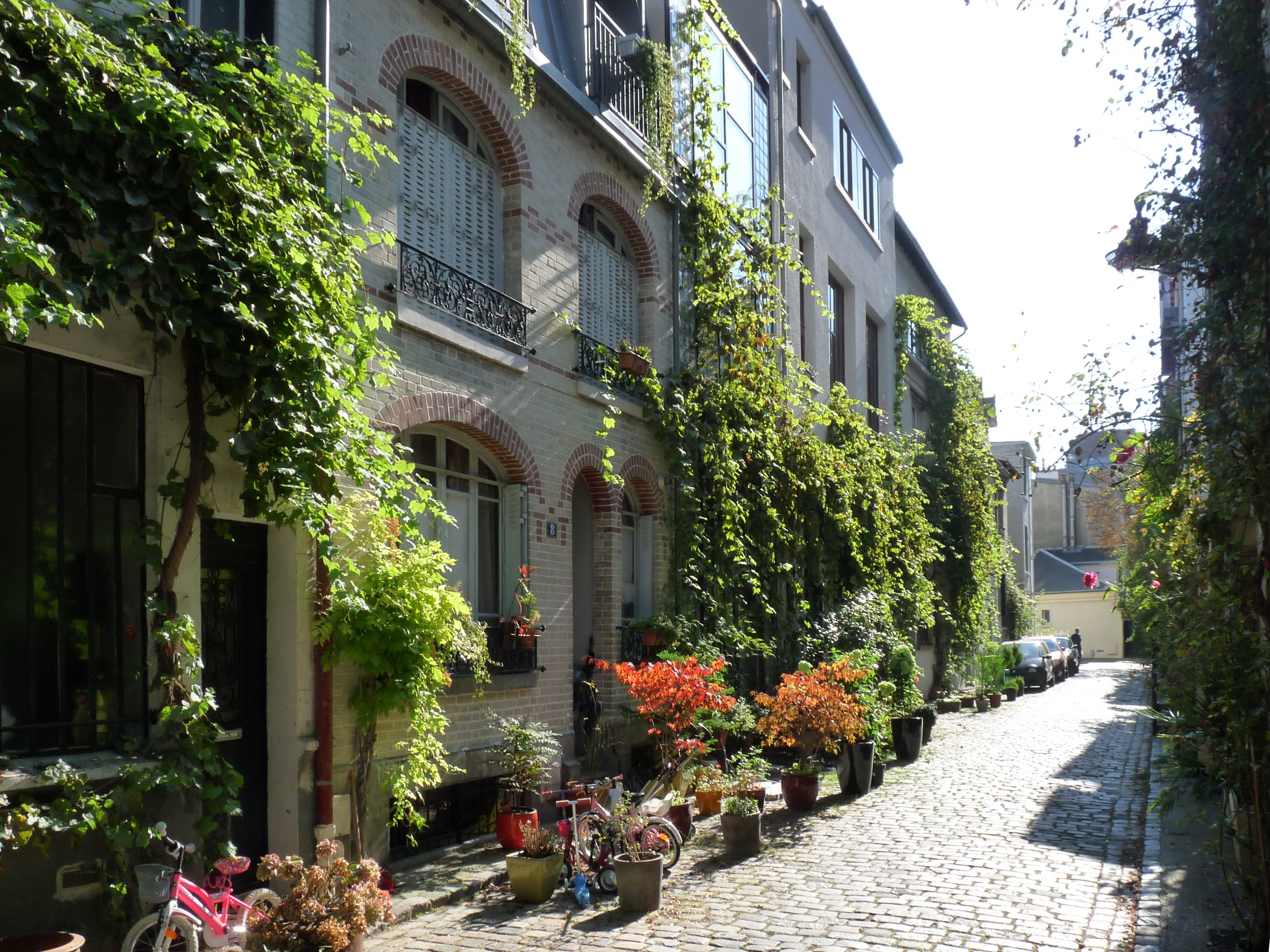

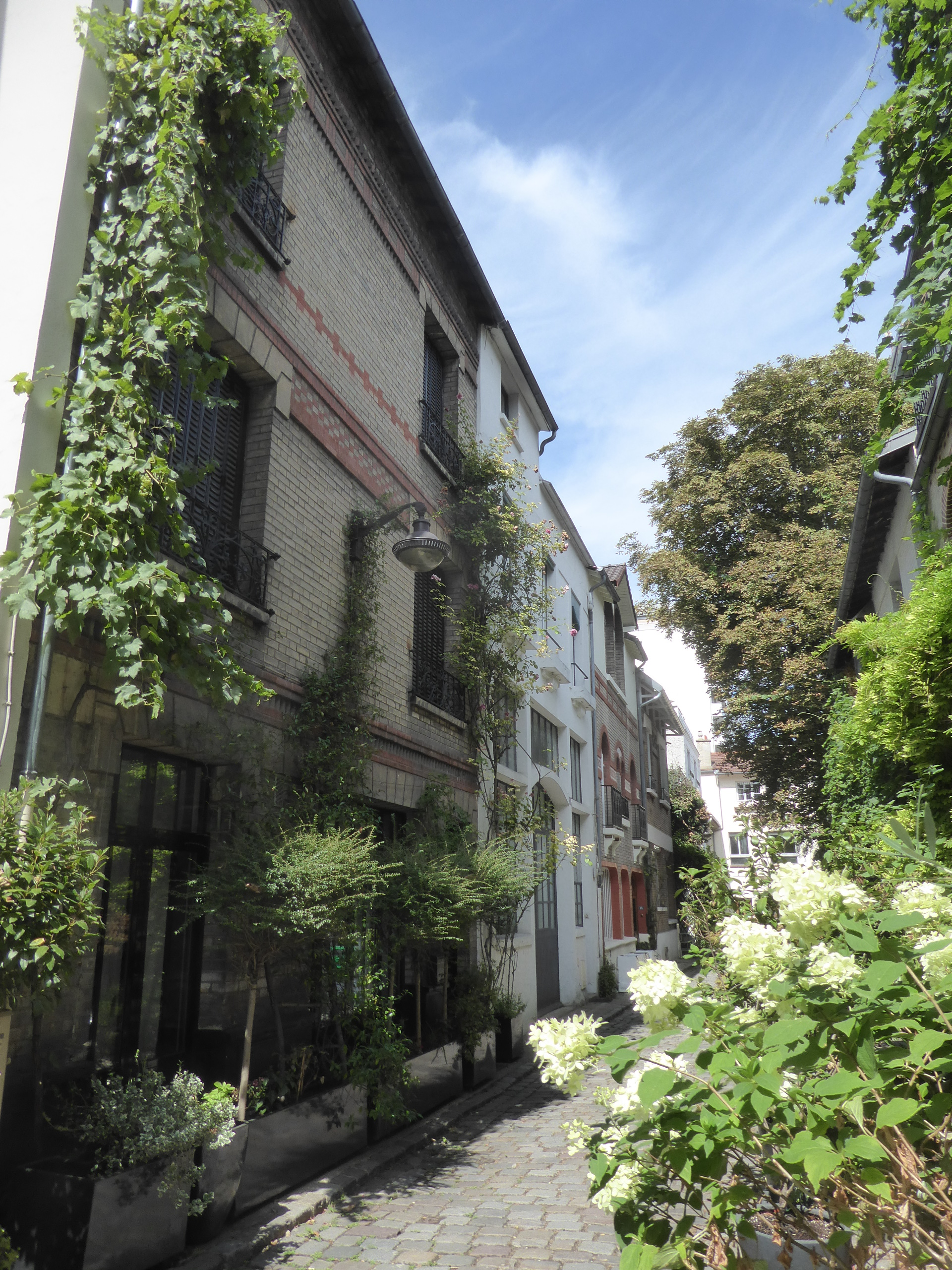
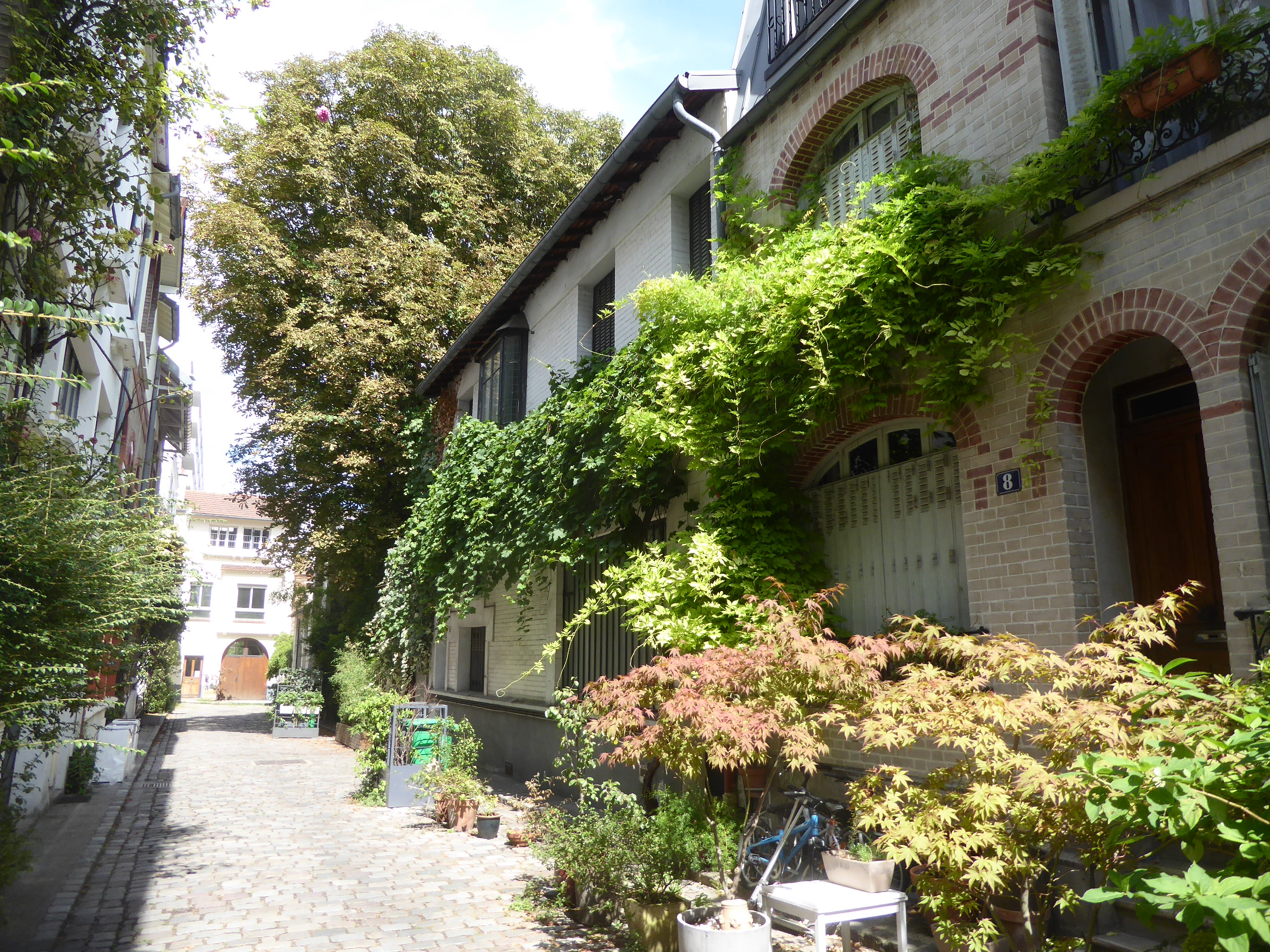